# Kelvin Hughes
Hensoldt UK, anciennement Kelvin Hughes, est une société britannique spécialisée dans la conception et la fabrication de systèmes de navigation et de surveillance. Elle est un fournisseur de données de navigation pour le marché maritime, commercial et gouvernemental.
La société fournit des systèmes radar aux marines militaires, aux gouvernements, aux autorités côtières et portuaires et aux installations VTS, ainsi que des radars pour les applications terrestres de sécurité et de surveillance.
Une partie de l’histoire de Kelvin Hughes comprend la production du premier radar commercial approuvé en 1947 ainsi que du premier service de traçage des cartes papier en 1971. Les produits vendus par Kelvin Hughes de nos jours comprennent le SharpEye™, un radar à semi-conducteurs avec gestion de l’encombrement et traitement Doppler.

## Histoire

### La connexion Kelvin

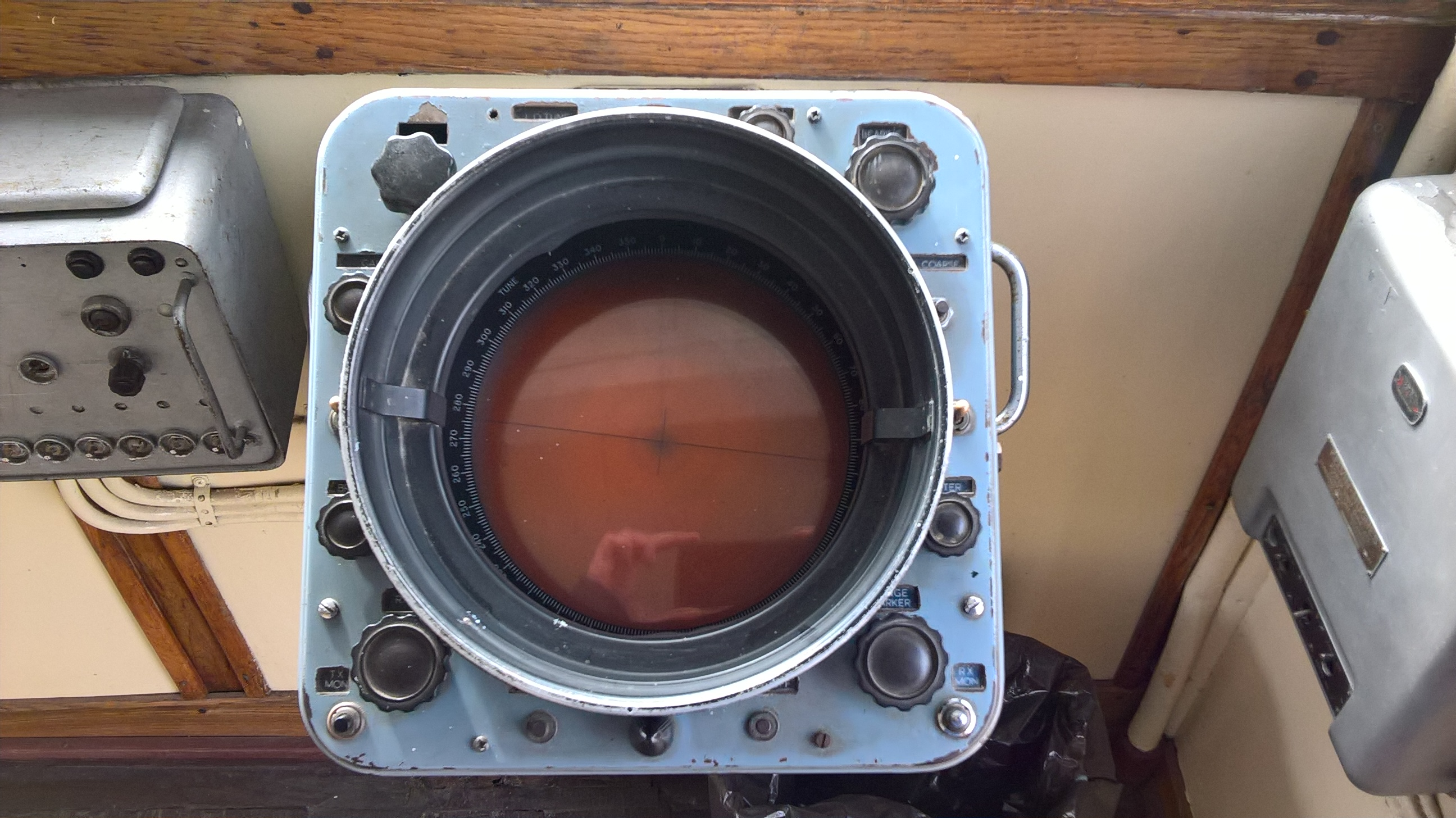
Radar Kelvin Hughes Type 14/9 vu de face

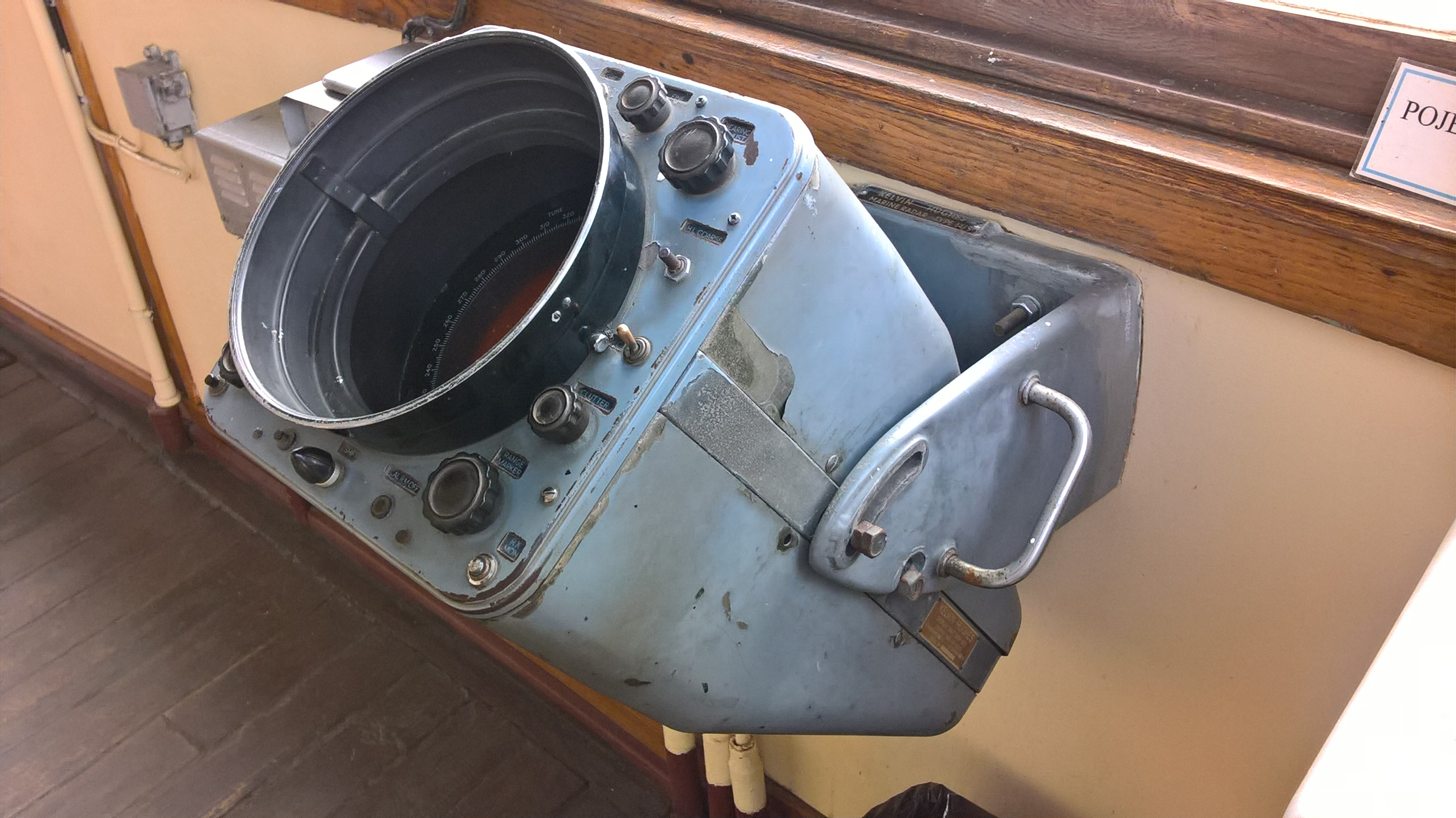
Radar Kelvin Hughes Type 14/9 vu de côté

La connexion Kelvin est basée sur la relation professionnelle entre William Thomson (plus tard Lord Kelvin, 1824-1907), professeur de philosophie naturelle à l’Université de Glasgow de 1846 à 1899, et James White (1824-1884), un fabricant d’instruments optiques basé à Glasgow. L’association de White avec Thomson dura jusqu’à sa mort, mais sans aucun acte légal d’association, White supporta tous les risques financiers de leur association de travail.
James White fonda la firme James White, Optician and Philosophical Instrument Makers à Glasgow en 1850. Il s’occupa de la fourniture et de l’entretien d’appareils pour le laboratoire universitaire de Thomson, et travailla avec lui à des constructions expérimentales. En 1854, White produisait des instruments électriques tels que des électromètres et des balances électriques à partir des conceptions de Thomson.
William Thomson a été nommé directeur de l’Atlantic Telegraph Company en 1856. En 1858 il était « électricien » sur le HMS Agamemnon qui a posé le premier câble télégraphique transatlantique. Malheureusement, ce câble est tombé en panne peu de temps après sa pose.
En 1857, White conclut un partenariat de courte durée, White & Barr, avec John Barr. L’association dura jusqu’en 1860, année où elle fut dissoute et la compagnie White reprit son ancien nom, James White. White fut déclaré en faillite en août 1861, puis libéré quatre mois plus tard.
En 1866, le SS Great Eastern posa le premier câble télégraphique transatlantique réussi et Thomson fut fait chevalier. Pendant ce temps, White participa à la production de machines que Thomson avait conçues pour résoudre les problèmes rencontrés lors de la pose de câbles en mer, contribuant ainsi à rendre possible la première connexion transatlantique par câble. Dans le même temps, il a continué à fabriquer toute une gamme d’instruments plus conventionnels tels que des microscopes, des télescopes et du matériel d’arpentage.
En 1870, White fut en grande partie responsable de l’équipement du laboratoire de sir William dans les nouveaux locaux de l’université de Gilmorehill en sa qualité de fabricant d’instruments philosophiques à l’université de Glasgow.
En 1874, Sir William enquêta sur la boussole du marin pour un article de magazine. C’est ainsi qu’il a lancé un vaste travail sur les boussoles et les instruments marins. À partir de 1876, White produisait des boussoles précises pour les navires métalliques selon les plans de sir William, ce qui devint une partie importante de son entreprise dans les dernières années de sa vie.
Après la mort de White en 1884, Sir William continua à maintenir son intérêt pour l’entreprise White et rassembla la majeure partie du capital nécessaire pour construire et équiper de nouveaux ateliers dans Cambridge Street, à Glasgow. Dans les locaux de Cambridge Street, la compagnie continua de fabriquer la boussole que Sir William avait conçue au cours des années 1870 et de la fournir en importantes quantités, surtout à l’Amirauté. L’Amirauté a adopté la boussole brevetée comme norme pour l’utilisation par la Royal Navy en 1889. Parallèlement, l’entreprise s’implique de plus en plus dans la conception, la production et la vente d’appareils électriques. Les affaires de White continuèrent sous le même nom, étant administrées par Matthew Edwards et David Reid. Cela a continué jusqu’en 1891, date à laquelle Matthew Edward est parti pour créer sa propre entreprise. En 1890, la société poursuivit Alexander Hughes pour violation des brevets de la boussole.
Sir William a été élevé à la pairie en tant que baron Kelvin de Largs en 1892. En 1899, Lord Kelvin démissionna de sa chaire universitaire et, en 1900, devint administrateur de la nouvelle société privée à responsabilité limitée, Kelvin & James White Ltd, qui acquit les activités de James White. Au même moment, le neveu de Lord Kelvin, James Thomson Bottomley FRSE (1845-1926), rejoint l’entreprise. L’entreprise fabriquait des compas à binnacle et des machines de forage en haute mer, dont beaucoup étaient installés sur les grands navires construits du côté de la Clyde.
Vers 1904, une succursale a été ouverte à Londres. En 1915 elle prit le nom de Kelvin, White & Hutton Ltd.
À partir de 1918, Wilfrid O. White vend des boussoles Kelvin et White aux États-Unis sous le nom de Kelvin and Wilfrid O. White Co., Boston et New York. Wilfrid O. White a également vendu ses propres boussoles brevetées sous le même nom.
En 1913, le Dr Bottomley devint président de Kelvin & James White Ltd et la firme changea de nom pour devenir Kelvin Bottomley & Baird Ltd. Alfred Baird était expert en boussoles au sein de la firme depuis 1884. Kelvin, Bottomley and Baird Ltd fabriquait de l’équipement de navigation maritime tel que des boussoles à billes « Kelvite » et des foreuses à la Kelvin Works, Hillington, Glasgow.
En 1934, Kelvin Bottomley & Baird Ltd construisit une usine d’instruments à Basingstoke qui allait devenir plus tard le site de Smiths Industries Aerospace.
Après la destruction des bureaux de Londres lors du Blitz en 1941, des discussions ont été entamées avec Henry Hughes & Sons Ltd au sujet d’une collaboration qui a abouti en 1942 à la création de la coentreprise Marine Instruments Ltd au 107, Fenchurch Street, Londres.

### La connexion Hughes
La famille Hughes était à l’origine des horlogers de l’est de Londres qui ont progressé dans la fourniture de sextants et de chronomètres de marine aux navires entrant dans la Tamise.
En 1712, Thomas Hughes devint membre de la Worshipful Company of Clockmakers à l’âge de 26 ans et fut élu maître de la Worshipful Company of Clockmakers en 1742. Son fils, Thomas Hughes (junior) avait son entreprise au 25 New Bond Street à Londres et fut élu maître de la Worshipful Company of Clockmakers en 1762.
En 1781, William Hughes, que l’on croit être le fils de Thomas Hughes Junior, fut élu homme libre de la Worshipful Company of Clockmakers et vendit une horloge de cabine au capitaine Cook. Joseph Hughes, que l’on croit être le fils de William né en 1781, vivait et travaillait au 16, rue Queen, à Ratcliffe. Il allait devenir un fabricant bien connu de quadrants et de boussoles. Son fils Henry Hughes naît en 1816.
En 1838, Henry Hughes & Sons a été fondée au 120 (plus tard au 59), Fenchurch Street, Londres en tant que fabricant de chronographes et d’instruments scientifiques. Henry mourut en 1879 et son fils Alexander lui succéda comme président.
L’entreprise a été constituée sous le nom de Henry Hughes & Sons Ltd en 1903 et a ouvert une usine de production à Forest Gate. Le fils d’Alexander, Arthur, était directeur des travaux et son frère aîné Henry Alexander Hughes était directeur et secrétaire.
En 1915, le site du Hainaut est acheté et en 1917, la première partie de l’usine est ouverte. Ce site est le siège social actuel de la Kelvin Hughes Ltd.
En 1923, la société produit le premier échosondeur d’enregistrement pratique.
En 1935, S Smith & Son Ltd acquiert une participation majoritaire dans la société. Cela a entraîné le développement de nouveaux instruments de marine et pour aéronefs et une expansion majeure de l’usine du Hainaut.
Après la destruction des bureaux de Fenchurch Street lors du Blitz en 1941, des discussions avec Kelvin, Bottomley & Baird Ltd ont abouti à la création de la coentreprise Marine Instruments Ltd au 107, Fenchurch Street, Londres en 1942.

### Kelvin Hughes
Kelvin Hughes Ltd a été créée en 1947 par la fusion des sociétés de fabrication d’instruments scientifiques Henry Hughes & Son Ltd, Londres, Angleterre, et Kelvin Bottomley & Baird Ltd, Glasgow, Écosse, Marine Instruments Ltd agissant en tant qu’agents régionaux au Royaume-Uni. Kelvin & Hughes Ltd faisait essentiellement partie de Smith’s Industries Ltd fondée en 1944 en tant que successeurs de S Smith & Son Ltd.
Kelvin & Hughes Ltd a été liquidée en 1966, mais le nom a été maintenu sous le nom de Kelvin Hughes, une division de Smiths Group plc.
En 1990, Kelvin Hughes a acquis Lokata Ltd en assimilant leur gamme de produits NAVTEX, EPIRB et SATR.
En 1994, la division Cartes et Maritime a été renforcée par l’acquisition de Brown and Perring (Londres) et Observator (Rotterdam).
Kelvin Hughes a acquis QUBIT en août 1994 en ajoutant sa gamme de systèmes intégrés de navigation, d’acquisition de données et de traitement à la gamme de produits.
En novembre 2007, Kelvin Hughes a été rachetée de Smiths Group plc et opérée indépendamment sous le nom de Kelvin Hughes Ltd sous la propriété partielle d’ECI Partners.
Kelvin Hughes a annoncé sa vente à Hensoldt par ECI Partners le 29 juin 2017